# سد بیوین
سد بیوین (به لاتین: Bivane Dam) یک سد در آفریقای جنوبی است که در Near Vryheid, KwaZulu-Natal واقع شده‌است.